# Kryptokrom
Kryptokromer är en grupp biologiska pigment hos ett flertal organismgrupper som är känsliga framför allt för blått ljus. De har flera likheter med vissa enzymer som reparerar DNA som skadats av ultraviolett ljus, vilket gör att man tänker sig att de från början utvecklats för att hjälpa organismen att känna av sådant ljus för att kunna undvika att få för mycket av det. Förutom sin funktion som ljuskänsligt pigment har även kryptokromer en aktiv roll i de processer som alstrar själva dygnsrytmen. 